# Breznički Hum
Breznički Hum je opčina v Chorvatsku, ve Varaždinské župě. V roce 2001 zde žilo 1 575 obyvatel. Opčina se skládá z 5 vesnic.

## Části opčiny
- Breznički Hum
- Butkovec
- Krščenovec
- Radešić
- Šćepanje